# Refinaria Ricardo D. Eliçabe
A Refinaria Ricardo D. Eliçabe ou Refinaria de Bahía Blanca é uma refinaria localizada na cidade de Bahía Blanca, na Província de Buenos Aires (Argentina), que pertence à Petrobras com capacidade instalada para 30.500 mil barris/dia.
Foi adquirida em 2001 da companhia ibero-argentina Repsol YPF através da troca de ativos, que incluía além da refinaria, aproximadamente 700 postos de combustíveis (direitos contratuais), fabrica de asfaltos e lubrificantes, em contra partida a Petrobras transferiu 30% de participação na REFAP, os direitos contratuais de 234 postos de combustíveis e 10% dos direitos de exploração do campo de Albacora Leste.
Foi vendida em 2016 para Pampa Energía a transação negociada inclui a venda de uma participação de 67,19 por cento na Petrobras Argentina - PESA.